# Hugolin Sattner
Franc Sattner p. Hugolin, slovenski skladatelj in duhovnik frančiškan, * 29. november 1851, Kandija, Novo mesto, † 20. april 1934, Ljubljana.
Sattner je deloval kot organist in učitelj glasbe v Novem mestu, od leta 1890 do smrti pa je deloval v Ljubljani kot vodja pevskega zbora. Leta 1867 se je pridružil frančiškanom. Komponiranja se je lotil šele v 50. letih svojega življenja, ko se je harmonije in kontrapunkta naučil pri skladatelju Mateju Hubadu. Kljub temu je spisal prvi slovenski oratorij.

## Pomembnejša dela
- Missa seraphica
- Te Deum
- Jeftejeva prisega, kantata
- Vnebovzetje Blažene device Marije (Assumptio Beatae Mariae Virginis), oratorij v treh delih (1911)
- Oljki, simfonična kantata (1914)
- Soči, simfonična kantata (1916)
- V pepelnični noči (1921)
- Tajda ali Komposteljski romarji, opera v treh dejanjih (1922-1925)
- V kripti sv. Cecilije (1931)